# Solvayův proces
Solvayův proces je způsob, kterým se vyrábí uhličitan sodný, neboli soda. V roce 1861 belgický chemik Ernest Solvay objevil metodu přeměny chloridu sodného na uhličitan sodný za použití amoniaku. Postup spočívá v tvorbě poměrně málo rozpustného hydrogenuhličitanu sodného (NaHCO3) reakcí hydrogenuhličitanu amonného a chloridu sodného ve vodném roztoku:
{\displaystyle \mathrm {\ NaCl_{(aq)}+H_{2}O_{(l)}+NH_{3(aq)}+CO_{2(aq)}\ \rightarrow \ NaHCO_{3(s)}+NH_{4}Cl_{(aq)}} }
Technicky se postupuje tak, že se do téměř nasyceného roztoku NaCl zavádí nejprve amoniak a poté oxid uhličitý. Vzniklý hydrogenuhličitan sodný se odfiltruje a zahříváním (kalcinací) převede na uhličitan sodný (kalcinovanou sodu):
{\displaystyle \mathrm {2NaHCO_{3(s)}\ \rightarrow \ Na_{2}CO_{3(s)}+H_{2}O_{(g)}+CO_{2(g)}} }
Takto získaný oxid uhličitý se znovu odvádí zpět do výroby. Vzniklý chlorid amonný je podroben reakci s hydroxidem vápenatým za vzniku odpadního chloridu vápenatého a uvolnění amoniaku, který je znovu použit ve výrobě.
{\displaystyle \mathrm {\ 2NH_{4}Cl_{(aq)}+Ca(OH)_{2(aq)}\ \rightarrow \ CaCl_{2(aq)}+2H_{2}O_{(l)}+2NH_{3(g)}} }